# ウィリアム・ランダル・クリーマー
ウィリアム・ランダル・クリーマー（William Randal Cremer, 1828年3月18日 - 1908年7月22日）は、イギリスの政治家、平和活動家。しばしば、ミドルネームの「ランダル」の名で知られる。
1865年に第一インターナショナルの主事に選ばれてカール・マルクスと親交を深めるが、2年後に革命路線に反対して辞職した。
1885年から1895年までハガーストン代表の英国議会議員を務めた。
1897年の Anglo-American arbitration treaty など国際調停への貢献により、1903年にノーベル平和賞を受賞した。列国議会同盟と国際仲裁連盟を共同設立した。
また、フランスのレジオン・ドヌール勲章、ノルウェーのセント・オラフ勲章を受勲。 1907年にナイト爵に叙せられた。